# Agwan Dorschijew

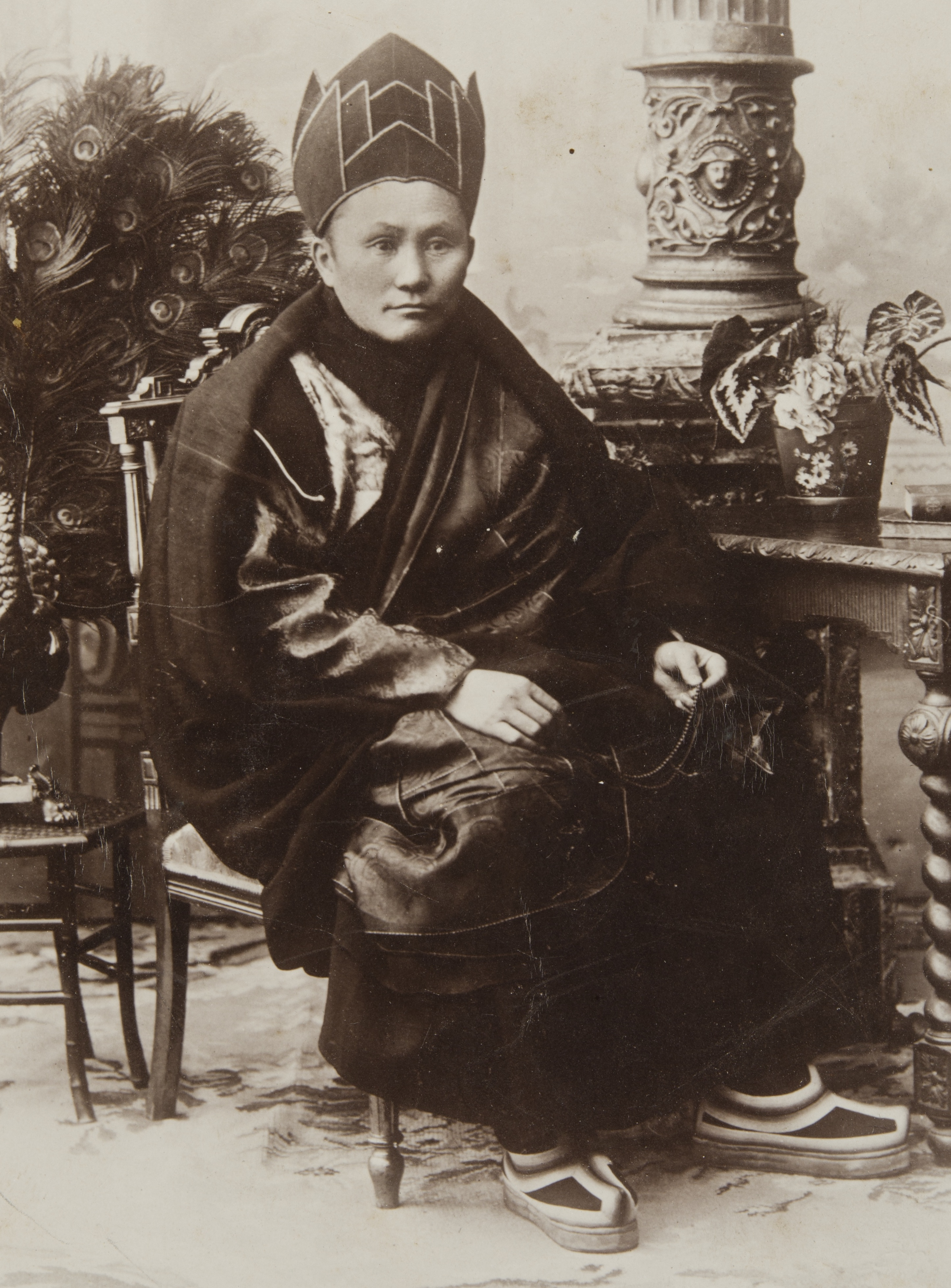
Agvan Dorzhiev, 1898 in Sankt Petersburg

Agwan Dorschijew (auch Agvan Doržiev, Agvan Dorjiev, Agvan Dorzhiev o. ä., russisch Агван Доржиев, * 1854– 27. Januar 1938) war ein burjatischer Mönch und Gelehrter der tibetisch-buddhistischen Gelug-Schule, buddhistischer Reformer und Gesandter des 13. Dalai Lama in Russland und der Sowjetunion. Nach einer Kindheit in Burjatien verbrachte er mehr als 20 Jahre in Tibet, zunächst als Mönch in Ausbildung im Kloster, später als engster Mitarbeiter des 13. Dalai Lamas. 1905 ging er als dessen Gesandter nach Sankt Petersburg, wo er – mit einigen Unterbrechungen auf Reisen – den Großteil seines restlichen Lebens verbrachte.
Er gilt als eine der einflussreichsten Persönlichkeiten des tibetischen Buddhismus Ende des 19. und Beginn des 20. Jahrhunderts und ist unter anderem bekannt als Mitbegründer des Sankt Petersburger Gunsetschoinei-Dazan.

## Leben und Wirken

### Herkunft und Ausbildung (1854–1888)
Dorzhiev wurde Mitte Januar 1852, 1853 oder 1854 als Sohn von Dorzhi und Drölkar, die zu den ersten teilweise sesshaften Menschen der Region zählten, in einem kleinen Dorf aus Holzhäusern namens Khara-Shibir (flussaufwärts am fluss Uda von Ulan-Ude) geboren. Schom im frühen Alter interessierte er sich für die buddhistische Religion Im Alter von 14 Jahren ging Dorzhiev in die Mongolei nach Urga (heute die mongolische Hauptstadt Ulaanbaatar), damals unter Verwaltung des chinesischen Kaiserreichs, um dort seine Ausbildung fortzusetzen.
Dorzhiev war zusammen mit seinem Lehrer der erste burjatische und überhaupt aus Russland stammende Buddhist, der nach der vollständigen Schließung Tibets nach einer Invasion der nepalesischen Gurka (1791–92) nach Tibet reise. Sie gaben sich als Mongolen aus, da die Mongolei wie Tibet unter chinesischer Herrschaft standen und somit nach Tibet reisen konnten. Hierfür schlossen sie sich als Pilger einer mongolischen Delegation an, die die kürzlich in Tibet gefundene achte Inkarnation des Jebtsundamba Khutukhtu (Bogd Khan), dem höchsten Lama im mongolischen Buddhismus, in die Mongolei bringen sollte. 1874 kehrten sie mit der gleichen Karawane nach Urga zurück. 1879 machte er sich erneut auf den Weg nach Tibet. Ab 1880 studierte bis 1888 an der Gomang-Fakultät des Drepung-Klosters, um den Grad als Geshe, den höchsten Grad im tibetischen Buddhismus zu erreichen. Diesen schloss er mit dem höchstmöglichen Rang als Geshe-Lharampa ab, womit er ein anerkanntes Mitgelid der monastischen Elite in Lhasa geworden war. Er unterrichtete mongolische und burjatische Studenten in buddhistischer Dialektik (tsenyi).

### Dorzhiev als engster Mitarbeiter des 13. Dalai Lamas (1888–1905) in Tibet

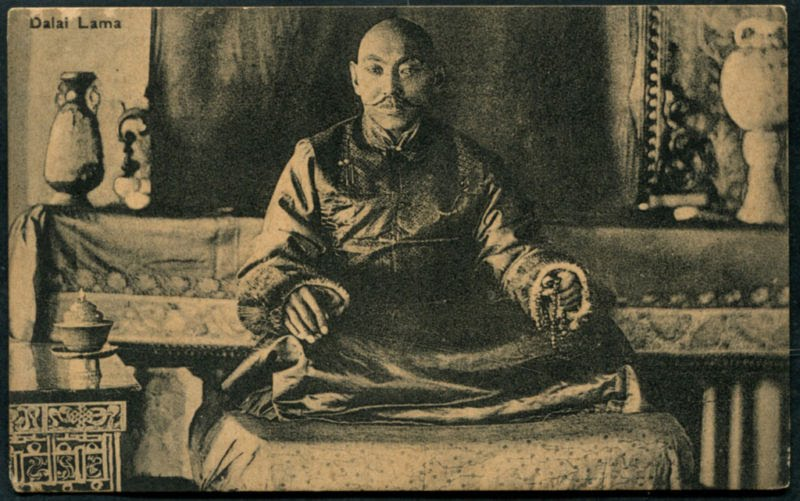
Agvan Dorzhiev hatte bedeutenden Einfluss auf die Ausbildung und politischen Aktivitäten des 13. Dalai Lamas, Thubten Gyatso. Nach Jahren als engstern Mitarbeiter des Dalai Lams in Tibet wurde er sein diplomatischer Gesandter am Zarenhof. Sie blieben im engen Austausch bis zum Tod des Dalai Lamas 1933.

Dank seines exzellenten Rufs wurde er einer der wichtigsten Lehrer des noch jungen 13. Dalai Lama (Thubten Gyatsho), einem der wichtigsten Ämter der Gelug-Schule und späterem weltlichen Herrscher Tibets, und der Hauptratgeber zu Tibets Beziehungen zu westlichen Staaten. Ab den frühen 1890er Jahren war er als der einflussreichste Bedienstete des Dalai Lama bekannt.
In diesem Amt und in den Foglejahren versuchte er über zwei Jahrzehnte, beim Dalai Lama eine pro-russische Sichtweise zu etablieren. Zu diesem Zwek schrieb er einen kurzen Text, in dem Russland als der Standort des mystischen Reiches Shambhala darstellte. Dorzhiev überzeugte den Dalai Lama, der russische Zar Nikolaus II sei eine Reinkarnation der Weißen Tara, einer Beschützer-Gottheit für die in Russland ansässigen vornehmlich buddhistischen Burjaten und Kalmücken und könnte damit auch ein starker Verbündeter für Tibet sein. Letztendlich sollte der Zar dabei helfen, die chinesische Herrschaft über Tibet zu beenden.
Zwischen 1898 und 1901 reiste Dorzhiev nach Russland und Frankreich und lernte über den technischen Fortschritt der westlichen Länder. In dieser Zeit entstand die Idee, in Tibet junge Menschen nach westlichem Vorbild vor allem in technischen Gebieten auszubilden. Der Dalai Lama unterstützte die Idee.
1904 ging der Dalai Lama aufgrund der britischen Younghusband-Expedition ins Exil in die Mongolei. In diesem Zusammenhang verließ Dorzhiev den Dalai Lama in Richtung Russland, um als dessen Gesandter in Russland diplomatische Bemühungen für Tibet zu intensivieren.

### Dorzhiev in Russland und der Sowjetunion (1905–1937)
1905 trennten sich die Wege von Agvan Dorzhiev und des 13. Dalai Lamas. Der Dalai Lama machte Dorzhiev zu seinem Gesandten in Russland (und der späteren Sowjetunion). Während der Dalai Lama vorerst in der Mongolei blieb, ging Dorzhiev nach Sankt Petersburg, wo er bis 1937 wirkte. Während dieser Zeit unternahme Dorzhiev zahlreiche Reisen, auf denen er auch immer wieder zum Austausch seinen Auftraggeber und früheren Schüler, den 13. Dalai Lama Thubten Gyatsho traf. Einige der Reisen dauerten, aufgrund der wenig ausgebauten Infrastruktur in den jeweiligen Regionen und Ländern, über mehrere Monate. So reiste er 1908 nach Wutai Shan und Peking, 1912 nach Tibet um den Dalai Lama zu treffen. Im August 1912 sah er den Dalai Lama zum letzten Mal, sie blieben jedoch in stetem schriftlichen Austausch bis zum Tod seines früheren Schülers 1933.
1912 reiste er als vom Dalai Lama Bevollmächtigter in die Mongolei, die sich kürzlich von China als unabhängig erklärt hatte, um diplomatische Beziehungen zwischen Tibet und der Mongolei aufzubauen. Im Dezember wurde ein Vertrag unterschrieben, der unter anderem die gegenseitige staatliche Anerkennung und Unabhängigkeit von China festsetzte. 1921 wurde er von der Sowjet-Regierung als diplomatischer Repräsentant in Petrograd (Sankt Petersburg) anerkannt. In diesem Amt unterstützte er die Organisation mehrerer sowjetischer diplomatischer Missionen nach Lhasa. In den 1920er Jahren hielt er sich vorwiegend im transbaikalischen Burjatien auf.

#### Bau des Gunsetschoinei-Dazan in Sankt Petersburg

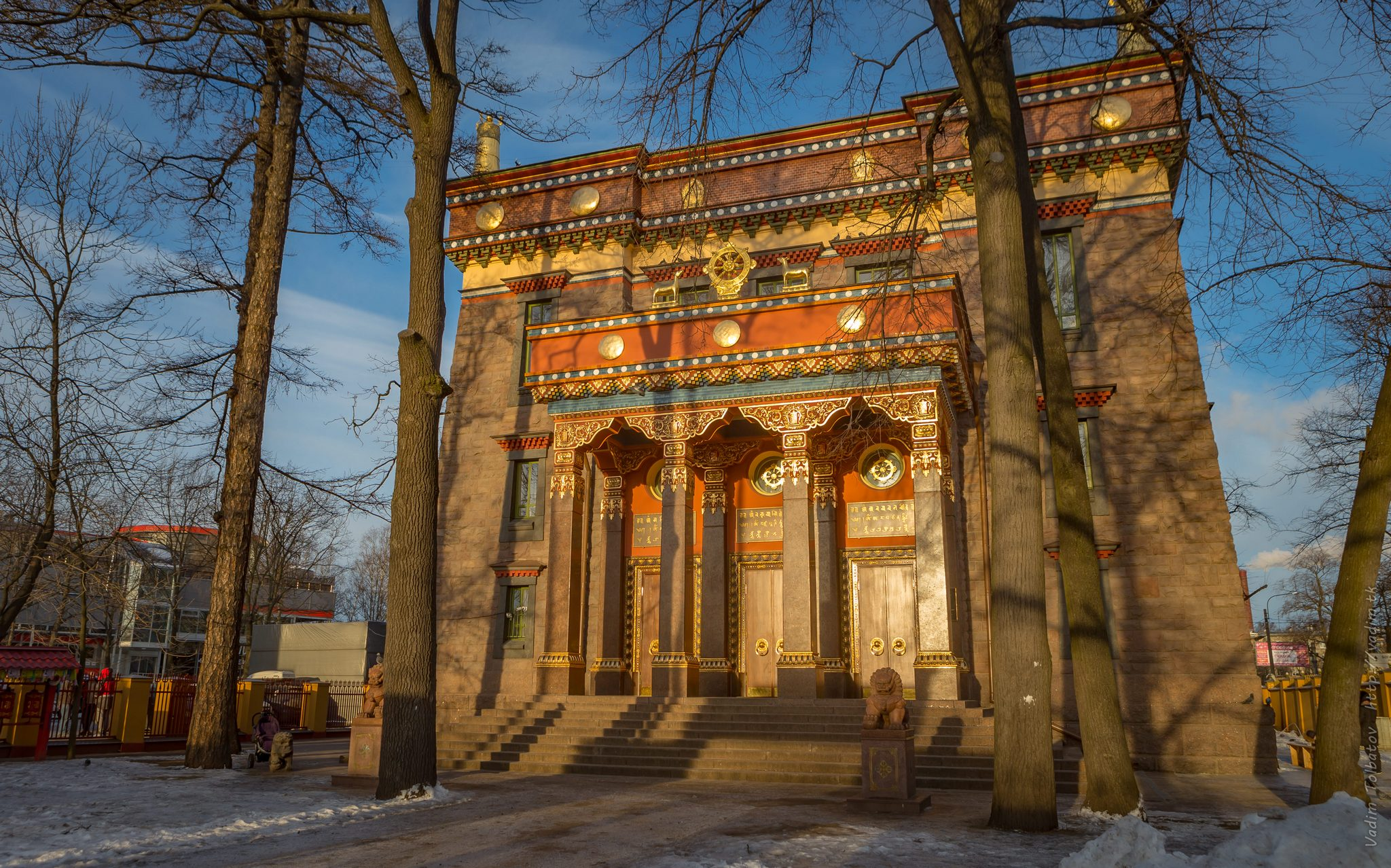
Eingang des von Dorzhiev initiierten und mitbegründeten Gunsetschoinei-Dazan in Sankt Petersburg, dem ersten buddhistischen Tempel in Russland außerhalb der traditionellen Gebiete vornehmlich buddhistisch geprägter etschnischer Minderheiten (Kalmücken, Tuwiner, Burjanten)

Nach einem Treffen mit dem Dalai Lama 1908 in Wutai Shan, brachte Dorzhiev neben der Bitte um einen Kredit für den Dalai Lama an die zaristische Regierung die Bitte um die Erlaubnis, einen buddhistischen Tempel in Sankt Petersburg zu bauen, mit nach Sankt Petersburg. Im Juli 1908 wurde die Erlaubnis erteilt, Dorzhiev machte sich jedoch bald auf, den Dalai Lama wieder zu treffen, dieses Mal in Peking. 1909 kehrte Dorzhiev nach Sankt Petersburg zurück und kaufte im Frühjahr ein Grundstück und verschiedene Baumaterialien, um den Bau des Tempels zu beginnen. Er setzte ein Baukommittee aus einem Architekten und acht orientalistischen Künstler und Wissenschaftler zusammen. Dorzhiev plante zunächst ein vollständiges Lehrkloster mit Unterkünften für einen Abt, zehn vollordinierte Mönchen und zehn Novizen. Da der Plan auf Unbehagen der Regierung traf, wurden die Pläne auf den Bau eines einzelnen Tempelgebäudes begrenzt. Trotz Protests seitens Gemeinden der russisch-orthodoxen Kirche, wurde der Bau des Tempels bis 1913 fertiggestellt. Am 21. Februar 1913 wurde im noch nicht fertiggestellten zu Ehren der 300-jährigen Herrschaft der Romanow-Dynastie die erste religiöse Zeremonie abgehalten.

#### Reformbewegung im burjatischen Buddhismus
Dorzhiev war der führende Kopf einer Bewegung innerhalb der burjatischen Buddhisten, die die tradierten Strukturen und Lehren des Buddhismus reformieren wollte. Bereits 1905 hatte Dorzhiev in einem Brief an burjatische Mönche sich für eine Reform des burjatischen Sangha, also der Gemeinschaft buddhistischer Mönche, starkgemacht. Hauptsächlich spielten sich Dorzhievs Reformbemühungen aber in den 1920er Jahren ab, nach der Festigung der sowjetischen Macht in Transbaikalien.
Unter Dorzhievs Vorsitz fand im Oktober 1922, kurz vor Übernahme der Fernöstilchen Republik, zudem die Region zu dem Zeitpunkt gehörte, in die Russische Sowjetrepublik, der erste burjatisch-buddhistische Kongress statt. Ziel des Kongresses war die Diskussion von Reformbestrebungen der Reformer unter Leitung von Dorzhiev. Die Reformer traten auf wie Offizielle der Fernöstlichen Republik, deren Vertreter die Reformer gewähren ließen. Dorzhiev und seine Anhänger wollten die Organisationsstruktur des monastischen Ordens verändern. Ein gewählter Kongress sollte die Belange der burjatischen Buddhisten verwalten und die Macht des obersten burjatischen Geistlichen (Khambo Lama) eingeschränkt werden. Bei anderen Themen gab es größeren Widerstand.
Weitere Ziele der Bemühungen war die Heranführung der buddhistischen Gemeinde an die Ideale des früheren Buddhismus. Die Klöster sollten ökonimisch unabhängiger werden, um nicht mehr so stark von der Unterstützung buddhistischer Laien abhängig zu sein. Zu den Zielen gehörte auch eine Reform der Lehrinhalte, vor allem die Einführung naturwissenschaftlicher Fächer, vor allem Mathematik und Physik, in die Bildungspläne der Kloster. Mit diesen Zielen scheiterte die Bewegung unter Dorzhievs Leitung.
Die sowjetische Führung unterstützte die pro-refomristische Bewegung unter den burjatischen Buddhisten, um eine Spaltung innerhalb der Gemeinschaft herbeizuführen und den Einfluss der Geistlichkeit zu verringern. 1927 organisierte Dorzhiev zusammen mit einigen Anhängern einen ersten Kongress der Buddhisten in der Sowjetunion. In der aufgenommenen Satzung wurden die Ziele der Reformbewegung festgesetzt Ende der 1920er Jahre wechselte die UdSSR allerdings die Politik gegenüber Religionen, sodass die Rerformbemhungen obsolet wurden, da die Regierung zunehmend anti-religiös agierte und buddhistische Klöster und Kultur seitens der Regierung und der Bevölkerung in den 1920er und 1930er Jahren zerstört wurden.

#### Buddhismus und Kommunismus
In seinen tibetischen Memoiren schrieb Dorzhiev, der Kommunismus sei ein gutes System, aber nur wenige Bolschewisten lebten auch wirklich nach seinen Idealen. Stattdessen gebe es viele uner ihnen, die von den Schwachen gestohlen und sie unterdrückt hatten. Dorzhiev argumentierte, der Buddhismus sei größtenteils mit dem Kommunismus kompatibel, da beide sich für die Unterstützung von Schwachen einsetzten, sie alle Menschen als Verwandte ansehen, Untugenden wie Stehlen vermiede, Habsucht und Magie verbieten und ein ehrliches und aufrechtes Leben propagieren. Er argumenterte auch, der Buddhismus stimme mit dem dialektischen Materialismus, da der Buddhismus die Existenz Gottes nicht als Doktrin vertrete und somit eine Religion des Atheismus darstelle. Von einigen Widersachern, vor allem aus den Gegnern der Reformbewegung, wurde Dorzhiev aufgrund seiner toleranten bis positiven Einstellung gegenüber der Sowjetunion als Roter Lama bezeichnet.

#### Vagindra-Schrift

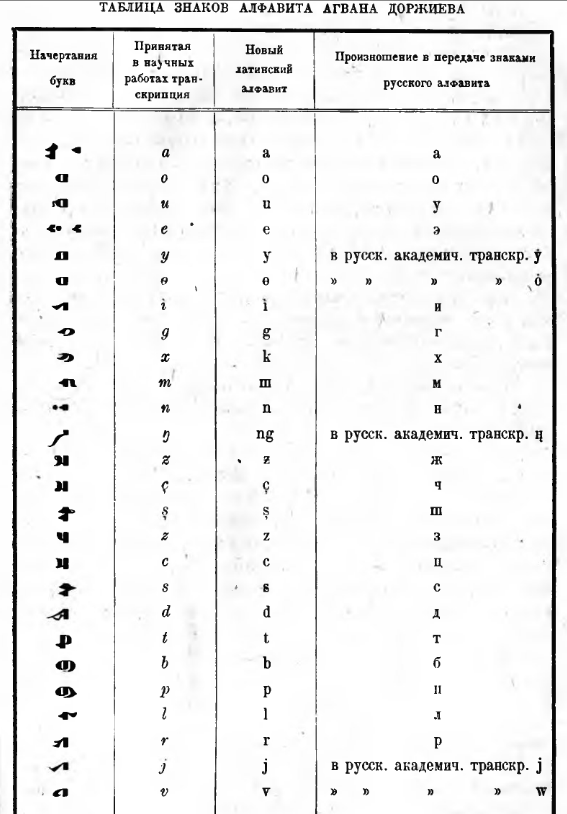
Das Alphabet der von Dorzhiev entwickelten Vagindra-Schrift für die burjatische Sprache

Zusammen mit Ceveen Zhamsranov (1880–1940?) schuff Dorzhiev 1905 die Vagindra-Schrift, die nach der Sanskrit-Vision seines Namens (Vāgindra = Sanskrit: Stärke des Wortes) benannt wurde. Im gleichen Jahr wurde die Schrift in einem kleinen Buch in Sankt Petersburg (in klassisch-mongolischer Schrift) veröffentlicht. Die Schrift fand kaum Verwendung, einige Jahre später veröffentlichte Dorzhiev seine eigene Biographie ebenfalls wieder in klassisch-mongolischer Schrift.

### Rückkehr nach Burjatien und Tod (1937–1938)

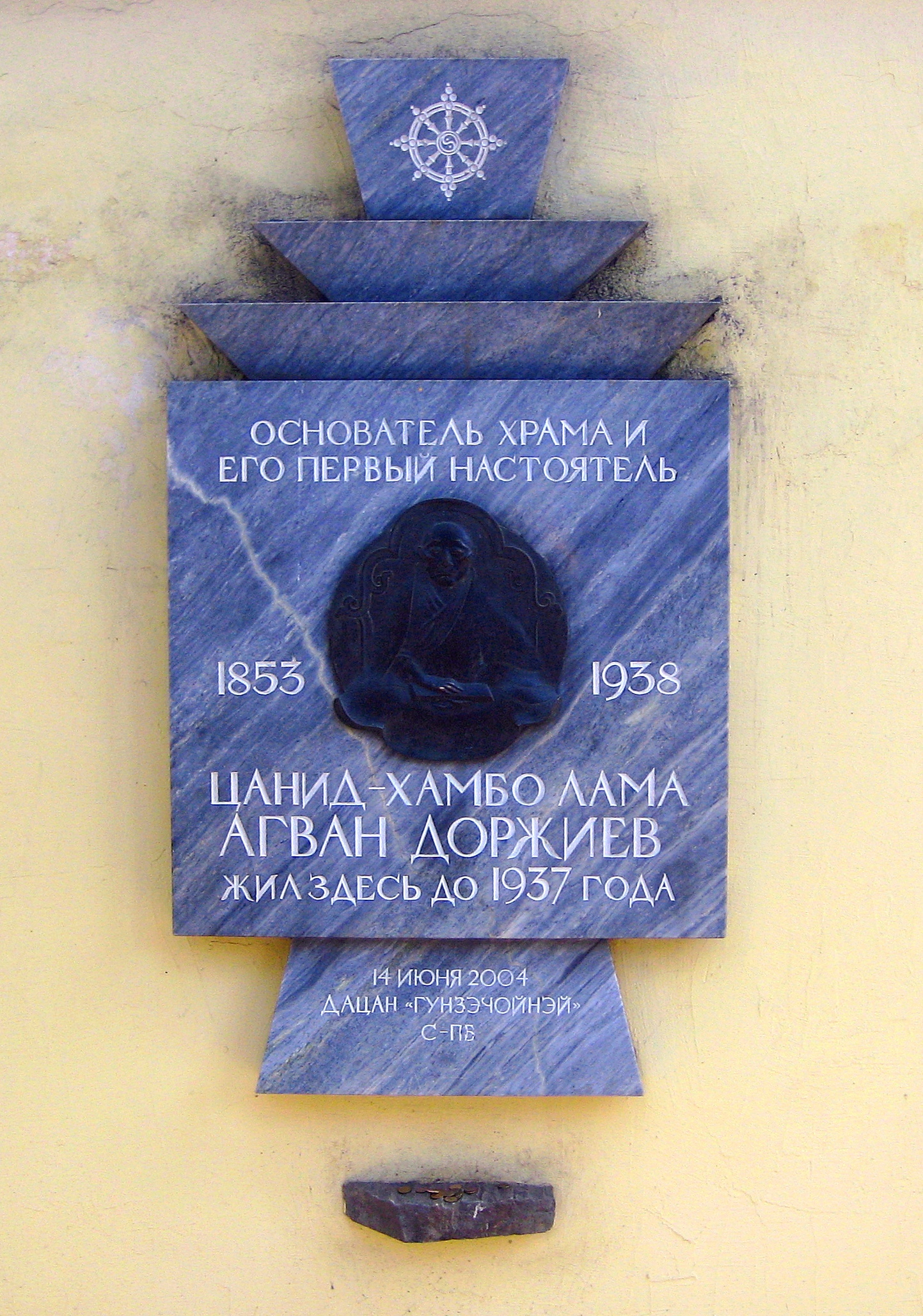
Erinnerungsplakete für Agvan Dorzhiev am Gusetschoinei-Dazan in Sankt Petersburg

Im Januar 1937 verließ der inzwischen 85-jährige Dorzhiev Leningrad in Richtung Burjatien. Die Gründe für seine Abreise sind nicht eindeutig belegbar. Mit seiner Abreise umging er jedoch die Ermordung der noch übriggebliebenen Mönche, die im von ihm begründeten Gusetschoinei-Dazan tätig waren. Sie wurden im August und November 1937 erschossen.
Nach seiner Ankunft in Burjatien ließ er sich in seinen Räumen im Azagat-Dazan nieder. Noch im selben Jahr, am 13. November 1937 wurde er festgenommen. Ihm wurde unter anderem Staatsverrat, Sezessionsbestrebungen und Terrorismus vorgeworfen. Am 26. November wurde er verhört. Am darauffolgenden Tag, 27. November 1937 wurde er ins Gefägnis-Krankenhaus von Ulan-Ude eingewiesen. Die plötzliche Verschlechterung seines medizinischen Zustands wird von manchen auf eine mögliche schädliche Behandlung seitens der Verhörer des NKWD zurückgeführt. Zeugenbefragungen über Dorzhievs angebliche Aktivitäten wurden weiter durchgeführt, als er sich bereits im Krankenhaus befand. Gegen ihn sagten vor allem konservative Lamas aus, die sich gegen seine früheren Reformpläne ausgesprochen hatten. Die Anschuldigen werden in der Forschungsliteratur als nicht glaubhaft betrachtet, unter anderem, da einige der Punkte widersprüchlich sind und vermutet wird, dass die Aussagen aufgrund von Druck getätigt sein könnten, wie zur Zeit des stalinistischen Großen Terrors üblich.
Am 27. Januar 1938 starb Dorzhiev laut Unterlagen durch Herzstillstand und körperlicher Schwäche aufgrund fortgeschrittenen Alters im Gefängnis-Krankenhaus. Seine Leiche wurde an einem geheimen Ort in einem Wald nahe der dörflichen Ortschaft Tschelutaj in Burjatien begraben.
Aufgrund seines Todes wurde der Fall gegen ihn eingestellt. Seine beschlagnahmten Habseligkeiten durften vom lokalen Regierungsapparat verkauft werden. Im Zuge der von Chruschtschow durchgeführten Entstalinisierung der Sowjetuntion wurde der Fall 1956 neu aufgenommen und im Dezember 1957 wegen fehlender Beweise eingestellt. Eine vollständige Rehabilitierung fand allerdings erst am 14. Mai 1990 statt, als eine Resolution verabschiedet wurde, in der das Urteil gegen Dorzhiev aufgrund fehlender Beweise und nicht vorhandener krimineller Aktivität formell aufgehoben wurde.